# Elia van Scirouvsky
Elia van Scirouvsky (* 25. September 1970 in Marienberg) ist ein deutscher Autor und Moderator. „Elia van Scirouvsky“ ist nach eigenen Angaben des Moderators ein Pseudonym.

## Leben
Scirouvsky wurde im Erzgebirge als jüngstes von vier Kindern geboren. Nach dem Besuch einer zehnklassigen polytechnischen Oberschule begann er im Herbst 1987 eine Ausbildung zum Automateneinrichter im Federnwerk Marienberg. Anschließend war er vier Jahre Soldat, anfangs in der NVA, nach 1989 in der Bundeswehr. Von 1993 bis 1995 machte er eine Umschulung zum Fliesenleger, danach war er Verkäufer in Marienberg. Im Jahr 1999 absolvierte er einen Schweißerlehrgang und begann im September desselben Jahres das Abitur auf dem Erzgebirgskolleg in Breitenbrunn/Erzgeb. nachzuholen. Seit Oktober 2002 lebt er in Leipzig und studierte bis Juni 2008 an der Universität Lehramt Deutsch und Ethik/Philosophie an Gymnasien.  Zurzeit ist Scirouvsky als freiberuflicher Autor und Moderator tätig.
Am 7. Oktober 1994 stellte er sein erstes Lesungsprogramm „VANITAS - Bilder der Vergänglichkeit“ im Theater Variabel in Olbernhau vor. Anschließend hat er zwei weitere Lesungsprogramme aufgebaut: „Vorbei die Zeit der schönen Worte ...“ und „... es wird einmal ein Wunder geschehen“. Neben Lesungen, sowohl eigener als auch Texte anderer Autoren, in Deutschland, trat er mehrmals in Tschechien auf. Nach seinen Veröffentlichungen von meist düster romantischer Lyrik brachte er 2005 den Band I der Edition „Büchlein für ein geteiltes Kopfkissen“ heraus, in welcher erotische Kurzgeschichten oder kleine Zusammenstellungen von erotischer Lyrik erscheinen. Der Anfang März 2009 im Angela-Hackbarth-Verlag erschienene fünfte Gedichtband Zwischen Alpha und Omega und dem Flug der Seele, wurde als künstlerisches Gesamtkonzept gestaltet und stellt ein Novum im Bereich der Buchkunst dar. Das Buch besteht aus zwei dreieckigen Teilen, die zusammen eine Einheit bilden.
Elia van Scirouvsky ist Mitbegründer des 1997 ins Leben gerufenen Marienberger Kulturversuches, den er bis 2002 mitorganisierte.
In Leipzig war van Scirouvsky Moderator und Organisator der Autorenlounge innerhalb des EAST END – der Reudnitzer Kulturnacht (2005 bis 2007 und 2009). Seit Anfang 2010 moderiert Elia van Scirouvsky die Literaturreihe Der durstige Pegasus abwechselnd mit Norbert Marohn. Ende 2008 war er Mitbegründer von Literatur im Erzgebirge – einer freien Vereinigung von Autoren, Bibliothekaren, Buchhändlern, Verlagen, Veranstaltern, Lektoren und Kulturinteressierten. 2013 war Scirouvsky in der Vorjury für den 18. MDR-Literaturwettbewerb, die aus zirka 2000 eingereichten Texten die Finalisten auswählte.
Elia van Scirouvsky ist Mitglied im Friedrich-Bödecker-Kreis im Freistaat Sachsen e. V. und im Verband deutscher Schriftsteller (seit November 2010 im Vorstand und seit Februar 2011 Stellvertretender Vorsitzender des Vorstands im Landesverbandes Sachsen).

## Werke
- 1993 Gesänge der Finsternis Lyrikband, Angela Hackbarth Verlag, St. Georgen, ISBN 3-9801509-6-8
- 1994 Einsamkeit Lyrikband/Kurzgeschichten, Angela Hackbarth Verlag, St. Georgen, ISBN 3-929741-03-2
- 1997 Vergänglichkeit Lyrikband/Kurzgeschichten, Angela Hackbarth Verlag, St. Georgen, ISBN 3-929741-11-3
- 2002 Rückkehr Lyrikband, Angela Hackbarth Verlag, St. Georgen, ISBN 3-929741-28-8
- 2005 Band I Die Katze lässt das Mausen nicht in der Edition Büchlein für ein geteiltes Kopfkissen
- 2006 Band II Ach du meine Nase in der Edition Büchlein für ein geteiltes Kopfkissen
- 2007 Aus dem Abend getrunken Lyrik und Kurzprosa, Edition PaperONE, Leipzig, ISBN 978-3-939398-43-1
- 2008 Band III Sandpapier in der Edition Büchlein für ein geteiltes Kopfkissen
- 2009 Zwischen Alpha und Omega und dem Flug der Seele Lyrikband, Angela Hackbarth Verlag, St. Georgen, ISBN 978-3-929741-39-1
- 2009 Band IV Gekauft in der Edition Büchlein für ein geteiltes Kopfkissen